# Eric Zinman
Eric Zinman (* 22. Mai 1963 in Boston) ist ein US-amerikanischer Pianist und Komponist im Bereich des Free Jazz und der Neuen Improvisationsmusik.
Zinman wuchs in Boston auf und hatte schon als Kind Klavierunterricht. Er besuchte das Bennington College, wo er Anfang der 1980er Jahre Unterricht bei Bill Dixon hatte, der ihn darin unterstützte, sich mit Jazz zu beschäftigen. Sein Studium setzte er am New England Conservatory of Music fort, wo er Unterricht bei Ran Blake, Jimmy Giuffre und George Russell hatte und 1985 den Master erwarb. Schon während seines Studiums hatte er Glenn Spearman und Marc Leibowitz kennengelernt. Er arbeitete zunächst meist in der Bostoner Jazzszene, u. a. mit Rashid Bakr, Karen Borca, Dennis Charles, Joe Maneri, Sabir Mateen, William Parker und Ernst-Ludwig Petrowsky. 2005 gründete Zinman mit der Cellistin Glynis Loman und dem Perkussionisten Syd Smart das Trio New Language Collaborative. 2006 legte er auf Cadence Jazz ein erstes Album unter eigenem Namen vor. Es folgten in wechselnden Besetzungen weitere Alben, u. a. mit Benjamin Duboc, Mario Rechtern, Laurence Cook und Blaise Siwula. Zinman komponierte außerdem Musik für Tanz- und Theater-Ensembles und arbeitete mit Bildenden Künstlern und Dichtern zusammen.

## Diskographische Hinweise
- Eric Zinman Ensemble (Cadence Jazz Records, 2006) mit John Voigt, Laurence Cook
- The Great Divide (Studio 234, 2006)
- The Eric Zinman Ensemble Live at Zeitgeist Gallery (Studio 234, 2006) mit Sabir Mateen
- New Language Collaborative: Unified Fields (Ayler Records, 2008)
- Eric Zinman Trio (Studio 234, 2009)
- Wakte Oglaka (Ayler Records, 2009)
- Zither Gods (Improvising Beings, 2017)
- Ellwood Epps & Eric Zinman: Obsural (2018)
- Ellwood Epps & Eric Zinman: Duets (2020)
- Ellwood Epps & Eric Zinman: Assemblage (2020)[1]
- Andria Nicodemou / Eric Zinman / Damon Smith / Laurence Cook: The River is Full (Balance Point, 2021)
- Eric Zinman & Vance Provey: Poker Face / Live at Gateway Arts Holyoke MA March 18 2022 (2022)